# تشاه طاقي (غناباد)
تشاة طاقي (بالفارسية: چاه طاقی) هي قرية تقع في منطقة مركزية ريفية في إيران.